# Таманрассет (город)
Таманрассе́т (араб. تمنراست‎, тамашек ) — город-оазис в Алжире, административный центр одноимённого вилайета. Расположен в нагорье Ахаггар, примерно в 1900 км от столицы страны — города Алжира, на высоте 1320 метров над уровнем моря. Выделен в отдельный муниципалитет. Главный город алжирских туарегов. Население города, по данным на 2008 год, составляет 92 635 человек; по данным на 1998 год оно насчитывало 72 741 человек.
Таманрассет был основан в 1908 году как военный пост для охраны транссахарских торговых путей. До обретения независимости Алжира город назывался Форт-Лаперри́н (фр. Fort Laperrine).
Таманрассет расположен в оазисе, где несмотря на сложный климат выращиваются цитрусовые, абрикосы, финики, миндаль, злаковые, кукуруза и фиги (инжир).
Основное население города — туареги. Неповторимость их домов из красного кирпича и округи делают Таманрассет популярным для туристов в прохладные месяцы. Гости города также посещают музей Хоггара, который предлагает множество выставок, рассказывающих о жизни туарегов и их культуре.
Город обслуживается аэропортом Таманрассет, также через него проходит Транссахарское шоссе.

## Климат
| Показатель                    | Янв. | Фев. | Март | Апр. | Май  | Июнь | Июль | Авг. | Сен. | Окт. | Нояб. | Дек. | Год  |
| ----------------------------- | ---- | ---- | ---- | ---- | ---- | ---- | ---- | ---- | ---- | ---- | ----- | ---- | ---- |
| Абсолютный максимум, °C       | 26   | 29   | 32   | 35   | 40   | 39   | 38   | 40   | 37   | 34   | 31    | 30   | 40   |
| Средний суточный максимум, °C | 20,3 | 22,6 | 25,4 | 29,5 | 32,9 | 35,2 | 34,6 | 34,1 | 32,5 | 28,8 | 24,3  | 21,0 | 28,4 |
| Средняя температура, °C       | 12,8 | 15,0 | 18,1 | 22,2 | 26,1 | 28,9 | 28,7 | 28,2 | 26,5 | 22,4 | 17,3  | 13,9 | 21,7 |
| Средний суточный минимум, °C  | 5,3  | 7,5  | 10,7 | 14,9 | 19,2 | 22,6 | 22,7 | 22,2 | 20,5 | 15,9 | 10,3  | 6,7  | 14,9 |
| Абсолютный минимум, °C        | −6   | −3   | 0    | 3    | 4    | 10   | 16   | 13   | 12   | 8    | 0     | −2   | −6   |
| Норма осадков, мм             | 1,2  | 1,3  | 2,6  | 1,8  | 6,2  | 3,9  | 4,8  | 5,6  | 8,3  | 3,2  | 2,1   | 1,8  | 42,8 |
| Источник: ,                   |      |      |      |      |      |      |      |      |      |      |       |      |      |